# 1374
Portal Geschichte | Portal Biografien | Aktuelle Ereignisse | Jahreskalender | Tagesartikel

◄ |
13. Jahrhundert |
14. Jahrhundert
| 15. Jahrhundert | ►

◄ |
1340er |
1350er |
1360er |
1370er
| 1380er | 1390er | 1400er | ►

◄◄ |
◄ |
1370 |
1371 |
1372 |
1373 |
1374
| 1375 | 1376 | 1377 | 1378 | ► | ►►
Staatsoberhäupter  · Nekrolog
| Januar | Januar | Januar | Januar | Januar | Januar | Januar | Januar |
| Kw     | Mo     | Di     | Mi     | Do     | Fr     | Sa     | So     |
| ------ | ------ | ------ | ------ | ------ | ------ | ------ | ------ |
| 52     |        |        |        |        |        |        | 1      |
| 1      | 2      | 3      | 4      | 5      | 6      | 7      | 8      |
| 2      | 9      | 10     | 11     | 12     | 13     | 14     | 15     |
| 3      | 16     | 17     | 18     | 19     | 20     | 21     | 22     |
| 4      | 23     | 24     | 25     | 26     | 27     | 28     | 29     |
| 5      | 30     | 31     |        |        |        |        |        |

| Februar | Februar | Februar | Februar | Februar | Februar | Februar | Februar |
| Kw      | Mo      | Di      | Mi      | Do      | Fr      | Sa      | So      |
| ------- | ------- | ------- | ------- | ------- | ------- | ------- | ------- |
| 5       |         |         | 1       | 2       | 3       | 4       | 5       |
| 6       | 6       | 7       | 8       | 9       | 10      | 11      | 12      |
| 7       | 13      | 14      | 15      | 16      | 17      | 18      | 19      |
| 8       | 20      | 21      | 22      | 23      | 24      | 25      | 26      |
| 9       | 27      | 28      |         |         |         |         |         |

| März | März | März | März | März | März | März | März |
| Kw   | Mo   | Di   | Mi   | Do   | Fr   | Sa   | So   |
| ---- | ---- | ---- | ---- | ---- | ---- | ---- | ---- |
| 9    |      |      | 1    | 2    | 3    | 4    | 5    |
| 10   | 6    | 7    | 8    | 9    | 10   | 11   | 12   |
| 11   | 13   | 14   | 15   | 16   | 17   | 18   | 19   |
| 12   | 20   | 21   | 22   | 23   | 24   | 25   | 26   |
| 13   | 27   | 28   | 29   | 30   | 31   |      |      |

| April | April | April | April | April | April | April | April |
| Kw    | Mo    | Di    | Mi    | Do    | Fr    | Sa    | So    |
| ----- | ----- | ----- | ----- | ----- | ----- | ----- | ----- |
| 13    |       |       |       |       |       | 1     | 2     |
| 14    | 3     | 4     | 5     | 6     | 7     | 8     | 9     |
| 15    | 10    | 11    | 12    | 13    | 14    | 15    | 16    |
| 16    | 17    | 18    | 19    | 20    | 21    | 22    | 23    |
| 17    | 24    | 25    | 26    | 27    | 28    | 29    | 30    |

| Mai | Mai | Mai | Mai | Mai | Mai | Mai | Mai |
| Kw  | Mo  | Di  | Mi  | Do  | Fr  | Sa  | So  |
| --- | --- | --- | --- | --- | --- | --- | --- |
| 18  | 1   | 2   | 3   | 4   | 5   | 6   | 7   |
| 19  | 8   | 9   | 10  | 11  | 12  | 13  | 14  |
| 20  | 15  | 16  | 17  | 18  | 19  | 20  | 21  |
| 21  | 22  | 23  | 24  | 25  | 26  | 27  | 28  |
| 22  | 29  | 30  | 31  |     |     |     |     |

| Juni | Juni | Juni | Juni | Juni | Juni | Juni | Juni |
| Kw   | Mo   | Di   | Mi   | Do   | Fr   | Sa   | So   |
| ---- | ---- | ---- | ---- | ---- | ---- | ---- | ---- |
| 22   |      |      |      | 1    | 2    | 3    | 4    |
| 23   | 5    | 6    | 7    | 8    | 9    | 10   | 11   |
| 24   | 12   | 13   | 14   | 15   | 16   | 17   | 18   |
| 25   | 19   | 20   | 21   | 22   | 23   | 24   | 25   |
| 26   | 26   | 27   | 28   | 29   | 30   |      |      |

| Juli | Juli | Juli | Juli | Juli | Juli | Juli | Juli |
| Kw   | Mo   | Di   | Mi   | Do   | Fr   | Sa   | So   |
| ---- | ---- | ---- | ---- | ---- | ---- | ---- | ---- |
| 26   |      |      |      |      |      | 1    | 2    |
| 27   | 3    | 4    | 5    | 6    | 7    | 8    | 9    |
| 28   | 10   | 11   | 12   | 13   | 14   | 15   | 16   |
| 29   | 17   | 18   | 19   | 20   | 21   | 22   | 23   |
| 30   | 24   | 25   | 26   | 27   | 28   | 29   | 30   |
| 31   | 31   |      |      |      |      |      |      |

| August | August | August | August | August | August | August | August |
| Kw     | Mo     | Di     | Mi     | Do     | Fr     | Sa     | So     |
| ------ | ------ | ------ | ------ | ------ | ------ | ------ | ------ |
| 31     |        | 1      | 2      | 3      | 4      | 5      | 6      |
| 32     | 7      | 8      | 9      | 10     | 11     | 12     | 13     |
| 33     | 14     | 15     | 16     | 17     | 18     | 19     | 20     |
| 34     | 21     | 22     | 23     | 24     | 25     | 26     | 27     |
| 35     | 28     | 29     | 30     | 31     |        |        |        |

| September | September | September | September | September | September | September | September |
| Kw        | Mo        | Di        | Mi        | Do        | Fr        | Sa        | So        |
| --------- | --------- | --------- | --------- | --------- | --------- | --------- | --------- |
| 35        |           |           |           |           | 1         | 2         | 3         |
| 36        | 4         | 5         | 6         | 7         | 8         | 9         | 10        |
| 37        | 11        | 12        | 13        | 14        | 15        | 16        | 17        |
| 38        | 18        | 19        | 20        | 21        | 22        | 23        | 24        |
| 39        | 25        | 26        | 27        | 28        | 29        | 30        |           |

| Oktober | Oktober | Oktober | Oktober | Oktober | Oktober | Oktober | Oktober |
| Kw      | Mo      | Di      | Mi      | Do      | Fr      | Sa      | So      |
| ------- | ------- | ------- | ------- | ------- | ------- | ------- | ------- |
| 39      |         |         |         |         |         |         | 1       |
| 40      | 2       | 3       | 4       | 5       | 6       | 7       | 8       |
| 41      | 9       | 10      | 11      | 12      | 13      | 14      | 15      |
| 42      | 16      | 17      | 18      | 19      | 20      | 21      | 22      |
| 43      | 23      | 24      | 25      | 26      | 27      | 28      | 29      |
| 44      | 30      | 31      |         |         |         |         |         |

| November | November | November | November | November | November | November | November |
| Kw       | Mo       | Di       | Mi       | Do       | Fr       | Sa       | So       |
| -------- | -------- | -------- | -------- | -------- | -------- | -------- | -------- |
| 44       |          |          | 1        | 2        | 3        | 4        | 5        |
| 45       | 6        | 7        | 8        | 9        | 10       | 11       | 12       |
| 46       | 13       | 14       | 15       | 16       | 17       | 18       | 19       |
| 47       | 20       | 21       | 22       | 23       | 24       | 25       | 26       |
| 48       | 27       | 28       | 29       | 30       |          |          |          |

| Dezember | Dezember | Dezember | Dezember | Dezember | Dezember | Dezember | Dezember |
| Kw       | Mo       | Di       | Mi       | Do       | Fr       | Sa       | So       |
| -------- | -------- | -------- | -------- | -------- | -------- | -------- | -------- |
| 48       |          |          |          |          | 1        | 2        | 3        |
| 49       | 4        | 5        | 6        | 7        | 8        | 9        | 10       |
| 50       | 11       | 12       | 13       | 14       | 15       | 16       | 17       |
| 51       | 18       | 19       | 20       | 21       | 22       | 23       | 24       |
| 52       | 25       | 26       | 27       | 28       | 29       | 30       | 31       |

| Januar | Januar | Januar | Januar | Januar | Januar | Januar | Januar |
| Kw     | Mo     | Di     | Mi     | Do     | Fr     | Sa     | So     |
| ------ | ------ | ------ | ------ | ------ | ------ | ------ | ------ |
| 52     |        |        |        |        |        |        | 1      |
| 1      | 2      | 3      | 4      | 5      | 6      | 7      | 8      |
| 2      | 9      | 10     | 11     | 12     | 13     | 14     | 15     |
| 3      | 16     | 17     | 18     | 19     | 20     | 21     | 22     |
| 4      | 23     | 24     | 25     | 26     | 27     | 28     | 29     |
| 5      | 30     | 31     |        |        |        |        |        |

| Februar | Februar | Februar | Februar | Februar | Februar | Februar | Februar |
| Kw      | Mo      | Di      | Mi      | Do      | Fr      | Sa      | So      |
| ------- | ------- | ------- | ------- | ------- | ------- | ------- | ------- |
| 5       |         |         | 1       | 2       | 3       | 4       | 5       |
| 6       | 6       | 7       | 8       | 9       | 10      | 11      | 12      |
| 7       | 13      | 14      | 15      | 16      | 17      | 18      | 19      |
| 8       | 20      | 21      | 22      | 23      | 24      | 25      | 26      |
| 9       | 27      | 28      |         |         |         |         |         |

| März | März | März | März | März | März | März | März |
| Kw   | Mo   | Di   | Mi   | Do   | Fr   | Sa   | So   |
| ---- | ---- | ---- | ---- | ---- | ---- | ---- | ---- |
| 9    |      |      | 1    | 2    | 3    | 4    | 5    |
| 10   | 6    | 7    | 8    | 9    | 10   | 11   | 12   |
| 11   | 13   | 14   | 15   | 16   | 17   | 18   | 19   |
| 12   | 20   | 21   | 22   | 23   | 24   | 25   | 26   |
| 13   | 27   | 28   | 29   | 30   | 31   |      |      |

| April | April | April | April | April | April | April | April |
| Kw    | Mo    | Di    | Mi    | Do    | Fr    | Sa    | So    |
| ----- | ----- | ----- | ----- | ----- | ----- | ----- | ----- |
| 13    |       |       |       |       |       | 1     | 2     |
| 14    | 3     | 4     | 5     | 6     | 7     | 8     | 9     |
| 15    | 10    | 11    | 12    | 13    | 14    | 15    | 16    |
| 16    | 17    | 18    | 19    | 20    | 21    | 22    | 23    |
| 17    | 24    | 25    | 26    | 27    | 28    | 29    | 30    |

| Mai | Mai | Mai | Mai | Mai | Mai | Mai | Mai |
| Kw  | Mo  | Di  | Mi  | Do  | Fr  | Sa  | So  |
| --- | --- | --- | --- | --- | --- | --- | --- |
| 18  | 1   | 2   | 3   | 4   | 5   | 6   | 7   |
| 19  | 8   | 9   | 10  | 11  | 12  | 13  | 14  |
| 20  | 15  | 16  | 17  | 18  | 19  | 20  | 21  |
| 21  | 22  | 23  | 24  | 25  | 26  | 27  | 28  |
| 22  | 29  | 30  | 31  |     |     |     |     |

| Juni | Juni | Juni | Juni | Juni | Juni | Juni | Juni |
| Kw   | Mo   | Di   | Mi   | Do   | Fr   | Sa   | So   |
| ---- | ---- | ---- | ---- | ---- | ---- | ---- | ---- |
| 22   |      |      |      | 1    | 2    | 3    | 4    |
| 23   | 5    | 6    | 7    | 8    | 9    | 10   | 11   |
| 24   | 12   | 13   | 14   | 15   | 16   | 17   | 18   |
| 25   | 19   | 20   | 21   | 22   | 23   | 24   | 25   |
| 26   | 26   | 27   | 28   | 29   | 30   |      |      |

| Juli | Juli | Juli | Juli | Juli | Juli | Juli | Juli |
| Kw   | Mo   | Di   | Mi   | Do   | Fr   | Sa   | So   |
| ---- | ---- | ---- | ---- | ---- | ---- | ---- | ---- |
| 26   |      |      |      |      |      | 1    | 2    |
| 27   | 3    | 4    | 5    | 6    | 7    | 8    | 9    |
| 28   | 10   | 11   | 12   | 13   | 14   | 15   | 16   |
| 29   | 17   | 18   | 19   | 20   | 21   | 22   | 23   |
| 30   | 24   | 25   | 26   | 27   | 28   | 29   | 30   |
| 31   | 31   |      |      |      |      |      |      |

| August | August | August | August | August | August | August | August |
| Kw     | Mo     | Di     | Mi     | Do     | Fr     | Sa     | So     |
| ------ | ------ | ------ | ------ | ------ | ------ | ------ | ------ |
| 31     |        | 1      | 2      | 3      | 4      | 5      | 6      |
| 32     | 7      | 8      | 9      | 10     | 11     | 12     | 13     |
| 33     | 14     | 15     | 16     | 17     | 18     | 19     | 20     |
| 34     | 21     | 22     | 23     | 24     | 25     | 26     | 27     |
| 35     | 28     | 29     | 30     | 31     |        |        |        |

| September | September | September | September | September | September | September | September |
| Kw        | Mo        | Di        | Mi        | Do        | Fr        | Sa        | So        |
| --------- | --------- | --------- | --------- | --------- | --------- | --------- | --------- |
| 35        |           |           |           |           | 1         | 2         | 3         |
| 36        | 4         | 5         | 6         | 7         | 8         | 9         | 10        |
| 37        | 11        | 12        | 13        | 14        | 15        | 16        | 17        |
| 38        | 18        | 19        | 20        | 21        | 22        | 23        | 24        |
| 39        | 25        | 26        | 27        | 28        | 29        | 30        |           |

| Oktober | Oktober | Oktober | Oktober | Oktober | Oktober | Oktober | Oktober |
| Kw      | Mo      | Di      | Mi      | Do      | Fr      | Sa      | So      |
| ------- | ------- | ------- | ------- | ------- | ------- | ------- | ------- |
| 39      |         |         |         |         |         |         | 1       |
| 40      | 2       | 3       | 4       | 5       | 6       | 7       | 8       |
| 41      | 9       | 10      | 11      | 12      | 13      | 14      | 15      |
| 42      | 16      | 17      | 18      | 19      | 20      | 21      | 22      |
| 43      | 23      | 24      | 25      | 26      | 27      | 28      | 29      |
| 44      | 30      | 31      |         |         |         |         |         |

| November | November | November | November | November | November | November | November |
| Kw       | Mo       | Di       | Mi       | Do       | Fr       | Sa       | So       |
| -------- | -------- | -------- | -------- | -------- | -------- | -------- | -------- |
| 44       |          |          | 1        | 2        | 3        | 4        | 5        |
| 45       | 6        | 7        | 8        | 9        | 10       | 11       | 12       |
| 46       | 13       | 14       | 15       | 16       | 17       | 18       | 19       |
| 47       | 20       | 21       | 22       | 23       | 24       | 25       | 26       |
| 48       | 27       | 28       | 29       | 30       |          |          |          |

| Dezember | Dezember | Dezember | Dezember | Dezember | Dezember | Dezember | Dezember |
| Kw       | Mo       | Di       | Mi       | Do       | Fr       | Sa       | So       |
| -------- | -------- | -------- | -------- | -------- | -------- | -------- | -------- |
| 48       |          |          |          |          | 1        | 2        | 3        |
| 49       | 4        | 5        | 6        | 7        | 8        | 9        | 10       |
| 50       | 11       | 12       | 13       | 14       | 15       | 16       | 17       |
| 51       | 18       | 19       | 20       | 21       | 22       | 23       | 24       |
| 52       | 25       | 26       | 27       | 28       | 29       | 30       | 31       |

## Ereignisse

### Politik und Weltgeschehen

#### Mitteleuropa
- 17. September: Das von Ludwig dem Großen von Ungarn und Kroatien, seit 1370 auch König von Polen erlassene Kaschauer Privileg räumt dem polnischen Adel erstmals politische Vorrechte ein. Das Privileg bringt Erleichterungen bei Steuern und beim Kriegsdienst. Dafür bestätigt der Adel die weibliche Thronfolge für eine von Ludwigs Töchtern (Katharina, Maria oder Hedwig). Die Schwächung der polnischen Monarchie wird dadurch beschleunigt.
- Zerstörung der Burganlage des Herrenhauses von Wohldorf durch Hamburger Truppen
- In Braunschweig beginnt die Große Schicht.

#### Westeuropa

Großmeisterwappen von Robert de Juliac

- Robert de Juliac wird 31. Großmeister des Johanniterordens. Er folgt in diesem Amt dem verstorbenen Raymond Berenger.
- 8. April: Gregor XI. erlässt die Bulle Salvator Humani Generis, die 14 Artikel des Sachsenspiegels bannt, sie werden als Articuli Reprobati bekannt.

#### Mittelmeerraum
- 25. November: Jacques des Baux folgt seinem Onkel Philipp II. nach dessen Tod als Fürst von Tarent und Titularkaiser von Konstantinopel. Das Fürstentum Achaia hat Philipp im Vorjahr an seine Schwägerin Johanna I. von Neapel übertragen, was Jacques nicht akzeptiert. Er nimmt den Kampf gegen Johanna auf, die überdies kurz zuvor seinen Vater François des Baux aus Neapel verbannt hat.

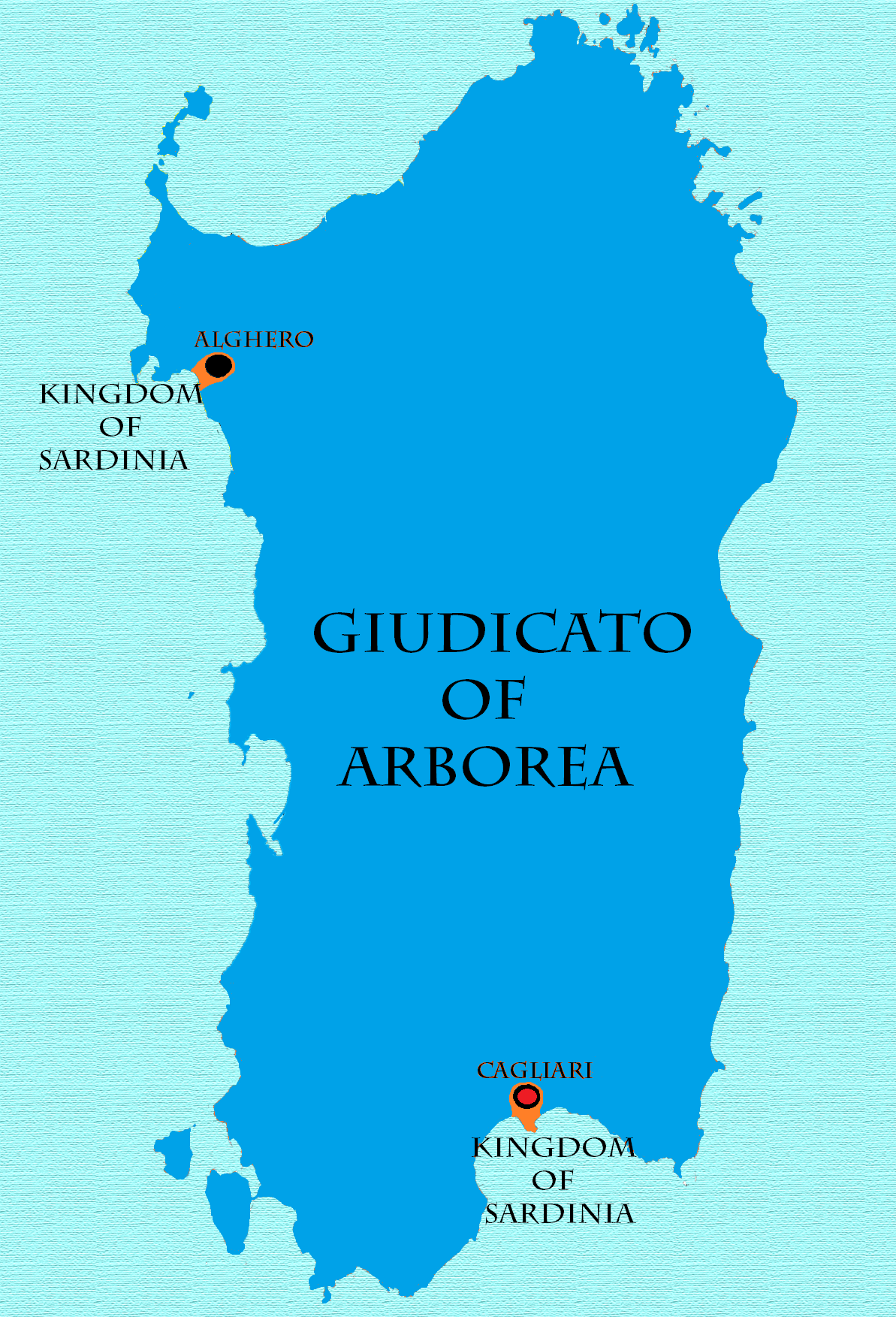
Sardinien 1374–1388

- Das Judikat Arborea erobert unter dem Richter Mariano IV. ganz Sardinien mit Ausnahme der beiden Städte Cagliari und Alghero.
- In Famagusta, der Hauptstadt des Königreichs Zypern, kommt es zu Straßenkämpfen zwischen Venezianern und Genuesen. Beide Seerepubliken unterhalten Handelsniederlassungen auf der Insel, die quasi exterritoriales Gebiet sind. Als Folge besetzt ein genuesisches Geschwader die Stadt und verlangt hohe Reparationen von König Peter II. sowie einen jährlichen Tribut. Fast ein Jahrhundert lang bleibt Zypern danach genuesisches Protektorat.

#### Asien
- 27. Oktober: Gongmin Wang, 31. König des koreanischen Königreichs Goryeo aus der Goryeo-Dynastie, wird von einflussreichen Familienklans ermordet, die durch sein umfangreiches Reformvorhaben um ihre Macht fürchten, nachdem er das Land aus der Herrschaft der Mongolen befreit hat.

#### Stadtrechte und Urkundliche Ersterwähnungen
- Solingen erhält das Stadtrecht.
- Erste urkundliche Erwähnung von Brücken, Gschwend, Hubersdorf, Kammersrohr, Schwanden bei Brienz und Waldstatt.

### Wirtschaft
- 17. Januar: Kaiser Karl IV. verleiht Graf Eberhard II. von Württemberg das Recht der Münzprägung. Stuttgart wird zur Hauptmünzstätte in Württemberg.

### Gesellschaft
- 24. Juni: In Aachen beginnt eine der größten Tanzwutwellen des Mittelalters, die möglicherweise durch Antoniusfeuer ausgelöst wurde.

### Religion
- Nach dem Tod von William Whittlesey am 5. Juni wählt das Kathedralkapitel zunächst Kardinal Simon Langham zum neuen Erzbischof von Canterbury, doch diese Wahl wurde vom Papst abgelehnt. Nachdem anschließend sein Wunschkandidat Simon Sudbury zum neuen Erzbischof gewählt worden ist, zögert Gregor XI. dennoch die Bestätigung heraus, um die Zustimmung der englischen Regierung für eine neue hohe Besteuerung der englischen Geistlichkeit durch den Papst zu erreichen.
- Johannes Walteri von Sinten wird Erzbischof von Riga, nachdem sein Vorgänger Siegfried von Blomberg am 30. Juni gestorben ist. Sein Pontifikat ist von heftigen Auseinandersetzungen mit dem livländischen Deutschen Orden geprägt. Dieser versucht, mit gefälschten Urkunden die Ansprüche Johanns auf das Stift Riga und dessen Besitzungen zu widerlegen, und es gelingt ihm, die Lehnsmänner des Bischofs für sich zu gewinnen, woraufhin Johannes nach Lübeck fliehen muss.

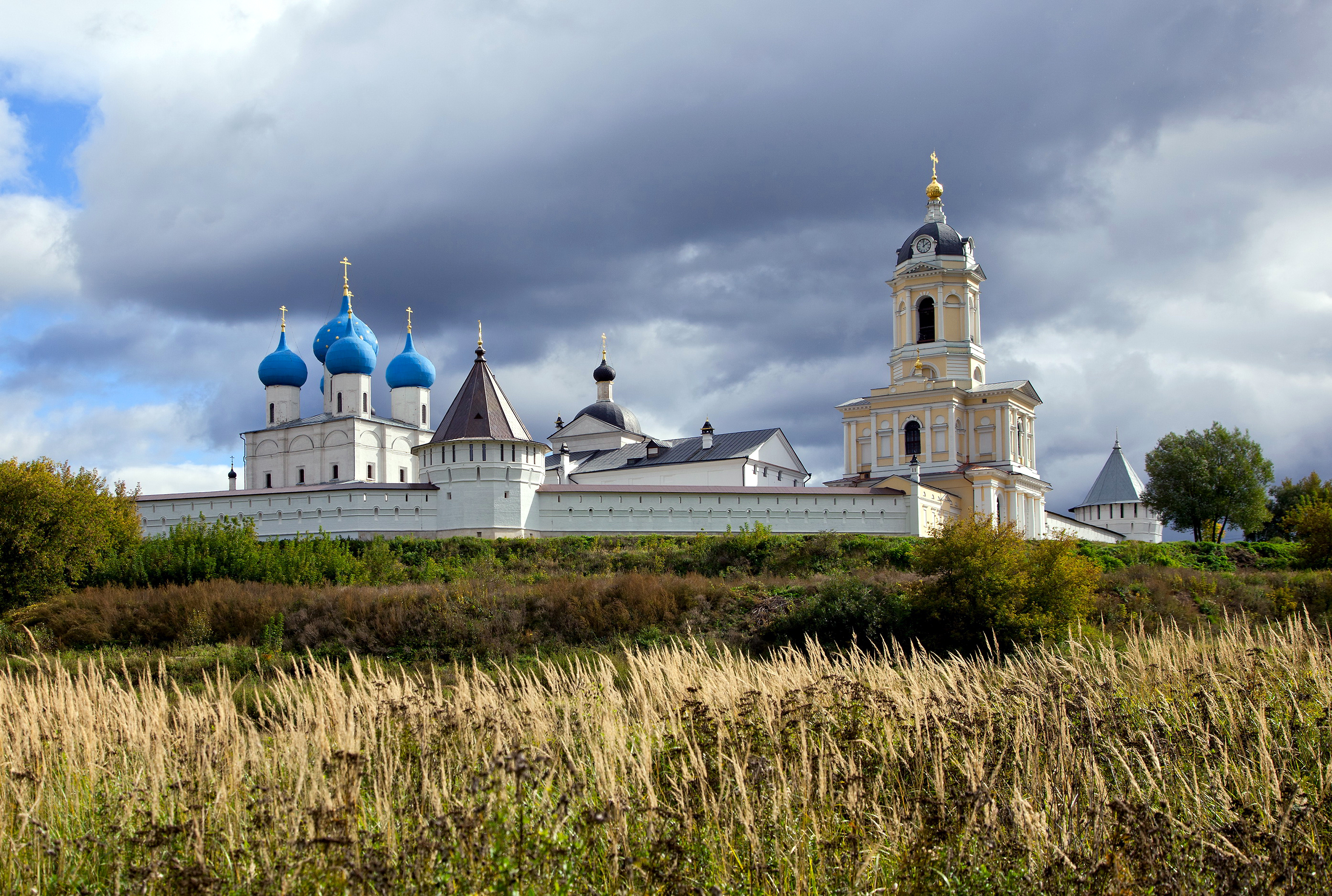
Das Wyssozki-Kloster

- Wladimir der Tapfere, Cousin des Moskauer Großfürsten Dmitri Donskoi, gründet am hohen linken Ufer der Nara in der Nähe der zentralrussischen Stadt Serpuchow das Wyssozki-Kloster. Lange Zeit dient es zugleich als eine Grenzfestung gegen die Überfälle der Tataren der Goldenen Horde.

### Katastrophen
- 9. Oktober: Die Erste Dionysiusflut führt zu schweren Zerstörungen zwischen Flandern und der Weser. In Flandern werden mehrere Dörfer zerstört, in Ostfriesland kommt es zu verheerenden Deichbrüchen.
- 3. Dezember: Wismar ist von einem Sturmhochwasser betroffen.
- Erfurt[1] wird von einem 300- bis 500-jährlichen Hochwasser der Gera heimgesucht.
- Auch am Rhein kommt es zu schweren Überschwemmungen. In Köln wird die 10-Metermarke mehrmals überschritten, mit einem Höchstwert von 10,35 m.[2] Dieses Ereignis wird dort nur noch vom Rekordhochwasser im Februar 1784 übertroffen. In Zons ändert der Rhein durch das Hochwasser seinen Lauf.[3]

## Geboren

### Geburtsdatum gesichert
- 11. April: Roger Mortimer, englischer Adeliger († 1398)
- 29. September: Heinrich II., Graf von Nassau-Beilstein († 1412)

### Genaues Geburtsdatum unbekannt
- Jean Cadard, französischer Hofmeister, Hofarzt und königlicher Berater († 1449)
- Dietrich II. von der Mark, Vogt über Werden und Essen, sowie Graf von der Mark († 1398)
- Eleonore Urraca von Kastilien, Titularkönigin von Aragón, Sizilien und Sardinien († 1435)
- Guarino da Verona, italienischer Gelehrter und Humanist († 1460)
- Johann III., Fürstelekt von Lüttich und Herzog von Straubing-Holland († 1425)
- Stefano da Verona, italienischer Maler († um 1450)
- Elisabetta Visconti, Herzogin von Bayern-München († 1432)

## Gestorben

### Todesdatum gesichert
- 6. Januar: Andrea Corsini, Bischof von Fiesole (* 1301/1302)
- 12. März: Go-Kōgon, japanischer Thronprätendent (* 1336)
- 14. April: Konrad von Megenberg, deutscher Autor und Wissenschaftler (* 1309)
- 19. April: Tile von Damm, Braunschweiger Ratsherr (* um 1310)
- 28. April: Guillaume de La Jugie, französischer Kardinal (* 1317)
- 5. Juni: William Whittlesey, Bischof von Rochester, Bischof von Worcester und Erzbischof von Canterbury
- 15. Juni: Johannes Klenkok, deutscher Theologe und Bekämpfer des Sachsenspiegels (* um 1310)
- 29. Juni: Johannes Milicius, böhmischer Reformprediger (* um 1320–1325)
- 30. Juni: Siegfried von Blomberg, Erzbischof von Riga
- 13. Juli: John Charlton, walisischer Marcher Lord (* um 1336)
- 19. Juli: Francesco Petrarca, italienischer Humanist, Dichter und Geschichtsschreiber (* 1304)
- 6. August: Johann Ribi von Lenzburg, Bischof von Gurk, Bischof von Brixen, Kanzler und Landeshauptmann von Kärnten (* um 1315)
- 13. September: Walther III., Abt von Münsterschwarzach
- 27. Oktober: Gongmin Wang, 31. König des koreanischen Goryeo-Reiches (* 1330)
- 25. November: Philipp II. von Tarent, Fürst von Tarent und Titularkaiser von Konstantinopel (* 1329)
- 1. Dezember: Magnus II., König von Schweden und Norwegen (* 1316)

### Genaues Todesdatum unbekannt
- nach 12. März: Johann IV., Herr zu Werle (* vor 1350)
- Albert III., Graf von Görz
- Ambrosio Boccanegra, kastilischer Seemann
- Elisabeth von Oppeln, Markgräfin von Mähren (* 1360)
- Johanna von Flandern, Herzogin der Bretagne (* 1295)
- Ni Zan, chinesischer Mönchsmaler (* 1301 oder 1306)
- Otto III., Graf von Oldenburg-Delmenhorst (erwähnt 1337)
- Peter Losha, albanischer Fürst
- Raymond Berenger, Großmeister des Johanniterordens
- Li Thai oder Phra Mahathammaracha I., König des thailändischen Reiches Sukhothai

### Gestorben um 1374
- 1368 oder 1374: Li Thai, König von Sukhothai